# Distribució de Bingham
En estadística, la distribució de Bingham, que duu el nom del matemàtic estatunidenc Christopher Bingham, és una distribució de probabilitat antipodalment simètrica en la n-esfera. Es tracta de la generalització de la distribució de Watson i d'un cas particular de les distribucions de Kent i de Fisher-Bingham.
La distribució de Bingham és usada sovint en l'anàlisi de dades paleomagnètiques, i s'ha demostrat la seva utilitat en el camp de la visió artificial.
La seva funció de densitat de probabilitat ve donada per:
{\displaystyle f(\mathbf {x} \,;\,M,Z)\;dS^{n-1}\;=\;{}_{1}F_{1}({\textstyle {\frac {1}{2}}};{\textstyle {\frac {n}{2}}};Z)^{-1}\;\cdot \;\exp \left({{\textrm {tr}}\;ZM^{T}\mathbf {x} \mathbf {x} ^{T}M}\right)\;dS^{n-1}}
que també pot ser escrit com:
{\displaystyle f(\mathbf {x} \,;\,M,Z)\;dS^{n-1}\;=\;{}_{1}F_{1}({\textstyle {\frac {1}{2}}};{\textstyle {\frac {n}{2}}};Z)^{-1}\;\cdot \;\exp \left({\mathbf {x} ^{T}MZM^{T}\mathbf {x} }\right)\;dS^{n-1}}
on x és un eix (és a dir, un vector unitari), M és una matriu ortogonal d'orientació, Z és una matriu diagonal de concentració, i
{\displaystyle {}_{1}F_{1}(\cdot ;\cdot ,\cdot )} és un funció hipergeomètrica de l'argument d'una matriu. Les matrius M i Z són el resultat de disfonalitzar la covariància definida positivament de la distribució distribució gaussiana subjacent en la distribució de Bingham.